# Бабичев, Сергей Иванович
Сергей Иванович Бабичев (16 октября 1924 года — 20 июня 1975 года) — первый секретарь Марьяновского райкома КПСС, Омской области, Герой Социалистического Труда.

## Биография
Родился в 1924 году в деревне Николаевка Добрушского района Гомельской области Белоруссии. Член КПСС.
С 1936 года — на хозяйственной, общественной и политической работе. В 1936—1975 гг. — колхозник колхоза «Восход». Трудовую деятельность начал до войны счетоводом в колхозе "Восход".
С августа 1942 года в Красной Армии, участник Великой Отечественной войны.
С 1947 года помощник комбайнера в Баррикадной машинно-тракторной станции (МТС) Исилькульского района Омской области, секретарь Шербакульского райкома ВЛКСМ, секретарь парткома Шербакульской МТС, секретарь парткома совхоза «Изюмовский», секретарь Москаленского райкома КПСС, первый секретарь Марьяновского райкома КПСС, первый секретарь Исилькульского горкома КПСС.
Указом Президиума Верховного Совета СССР от 13 декабря 1972 года присвоено звание Героя Социалистического Труда с вручением ордена Ленина и золотой медали «Серп и Молот».
Умер в Исилькуле в 1975 году.

## Награды
За трудовые успехи была удостоена:
- Золотая звезда «Серп и Молот» (13.12.1972)
- Орден Ленина (13.12.1972)
- Три ордена Красного Трудового Знамени (11.01.1957, 19.04.1967, 08.04.1971)
- Медаль "За отвагу" (31.05.1945)
- Другие медали